# Éva Tardos
Pour les articles homonymes, voir Tardos (homonymie).
Éva Tardos, née en 1957 à Budapest, est une mathématicienne d'origine hongroise. Elle est professeure à l'université Cornell.

## Formation et carrière
Éva Tardos étudie à l'université Loránd-Eötvös de Budapest, d'où elle est diplômée en 1981 et en 1984 elle obtient son doctorat sous la direction d'András Frank (en). Elle bénéficie d'une bourse Humboldt à l'université rhénane Frédéric-Guillaume de Bonn et au Mathematical Sciences Research Institute.
En 1986/7 elle bénéficie d'une bourse de l'Académie hongroise des sciences à l'Université Loránd Eötvös puis est durant deux années professeure invitée au Massachusetts Institute of Technology. À partir de 1989 elle est professeure à l'université Cornell, où elle est présidente du Department of Computer Science (2006-2010) et elle est Associate Dean du College of Computing and Information Science.
Son frère Gábor Tardos est également mathématicien et informaticien, de même que son époux David Shmoys.

## Travaux

### Recherche
Éva Tardos et András Frank ont utilisé l'algorithme LLL pour développer une méthode générale, qui permet de transformer des algorithmes de temps polynomial en fortement polynomial.
Les sujets de recherche de Tardos concernent les algorithmes. Son travail se focalise sur leur conception et l'analyse de méthodes efficientes pour des problèmes d'optimisation combinatoire sur des graphes ou des réseaux. Son travail récent porte sur la théorie des jeux algorithmique et les enchères simples.

### Travail éditorial
Elle a été de 2004 à 2009 rédactrice en chef de la revue SIAM Journal on Computing. En 2018, elle est rédactrice en chef de Journal of the ACM, après avoir été responsable du champ Economics and Computation. Elle fait aussi partie du fait comité éditorial de Theory of Computing.

## Distinctions
En 1988, elle a été lauréate du prix Fulkerson, qui est remis conjointement par la Mathematical Programming Society et l'American Mathematical Society afin de récompenser les articles remarquables parus dans la presse scientifique dans le domaine des mathématiques discrètes (l'article récompensé est A strongly polynomial minimum cost circulation algorithm, paru dans Combinatorica, n°5, 1985, pp 247–256).
De 1991 à 1993 elle est lauréate d'une bourse Sloan, de 1990 à 1995 d'une bourse Packard, de 1999 2000 d'une bourse Guggenheim et de 1991 à 1996 elle bénéficie du Presidential Young Investigator Award de la Fondation nationale pour la science.
En 2006 elle est lauréate du prix George-Dantzig. En 2011, elle est lauréate du prix Van Wijngaarden.
Éva Tardos a aussi remporté le prix Gödel en 2012 pour son travail How bad is selfish routing ? avec Tim Roughgarden, dont elle fut aussi la directrice de thèse, et avec Elias Koutsoupias, Christos Papadimitriou, Noam Nisan et Amir Ronen, pour avoir posé les bases de la théorie algorithmique des jeux dans leurs articles,,.
En 2017, elle reçoit le prix EATCS de l'European Association for Theoretical Computer Science. En 2018 elle est lauréate de la Conférence Sofia Kovalevskaïa décernée par la Society for Industrial and Applied Mathematics (SIAM) conjointement avec l'Association for Women in Mathematics (AWM).
Elle est conférencière invitée au congrès international des mathématiciens en 1990 à Kyoto avec une conférence intitulée Strongly Polynomial and Combinatorial Algorithms in Optimization.
Éva Tardos est membre de plusieurs sociétés savantes : American Mathematical Society (2013), Académie américaine des arts et des sciences, Académie nationale d'ingénierie des États-Unis (2007), Académie hongroise des sciences, Académie nationale des sciences (2013), Association for Computing Machinery (1998).

## Publications
- M. Charikar, S. Guha, É. Tardos et D. B. Shmoys, « A Constant-Factor Approximation Algorithm for the k-Median Problem », Journal of Computer and System Sciences, vol. 65,‎ 2002, p. 129 (DOI 10.1006/jcss.2002.1882).
- D. B. Shmoys et Éva Tardos, « An approximation algorithm for the generalized assignment problem », Mathematical Programming, vol. 62,‎ 1993, p. 461 (DOI 10.1007/BF01585178)
- avec Jon Kleinberg: Algorithm Design. Addison Wesley, 2005
- avec Noam Nisan, Vijay Vazirani, Tim Roughgarden (éd): Algorithmic Game Theory. Cambridge University Press, 2007
  - avec Vazirani: Basic solution concepts and computational issues in games
  - avec Roughgarden: Introduction to the inefficiency of equilibria
  - avec Tom Wexler: Network formation games
- avec A. V. Goldberg, Robert Tarjan: Network Flow Algorithms. In: Bernhard Korte, László Lovász, Hans Jürgen Prömel, Alexander Schrijver (éd): Paths, Flows and VLSI-Design. Springer Verlag, 1990, pp 101–164.
- avec D. B. Shmoys: Computational complexity
- avec Shmoys, Lovasz Combinatorics in Computer Science. In: Ronald Graham, Martin Groetschel, Lovasz: Handbook of Combinatorics. North Holland.
- application of submodular flows
- application of the simultaneous approximation in combinatorial optimization
- Approximation algorithms for scheduling unrelated parallel machines
- Combinatorial algorithms for the generalized circulation problem, 1988: Bibliothèque du Congrès/NACO
- Computational social systems and the internet 07271 abstracts collection ; Dagstuhl seminar
- Generalized polymatroids and submodular flows
- Layered augmenting path algorithms
- Matroids from crossing families
- Note on Weintraub's minimum cost flow algorithm
- On fractional multicommodity flows and distance functions
- Pituaḥ algoritmim
- Polynomial dual network simplex algorithms
- strongly polynomial minimum cost circulation algorithm